# Parcé-sur-Sarthe
Parcé-sur-Sarthe là một xã trong tỉnh Sarthe trong vùng Pays-de-la-Loire ở tây bắc nước Pháp. Xã này nằm ở khu vực có độ cao từ 26-57 mét trên mực nước biển.